# Bertil Törnell
Erik Bertil Törnell, född 24 oktober 1932 i Angereds församling, död 26 april 2011 i Lund, var en svensk kemiingenjör.
Törnell avlade civilingenjörsexamen vid Chalmers tekniska högskola 1958, blev assistent på institutionen för teknisk kemi där samma år, 1:e driftsingenjör 1961, 1:e forskningsingenjör där samma år, teknologie licentiat 1962 och teknologie doktor 1967 på avhandlingen Decomposition of cellulose xanthate during spinning of viscose in solutions of low acid content. Han blev laborator i kemisk teknologi vid Lunds tekniska högskola 1967 och professor i detta ämne där 1979. Han var rektor för Lunds naturvetenskapliga och tekniska högskola (LNTH) 1987–1990 och för Lunds tekniska högskola 1990–1993. Han invaldes 1981 som ledamot av Ingenjörsvetenskapsakademien. Han var hedersledamot av Göteborgs nation i Lund och nationens inspektor 1996–2006.